# Pelycosaurier
Als Pelycosaurier (Pelycosauria) werden die primitiven Synapsiden des Spätpaläozoikum bezeichnet. Aus ihnen gingen die Therapsiden (Therapsida) hervor, die Gruppe der Säugetiere (Mammalia) und ihrer Vorfahren. Die beiden letztgenannten Gruppen werden klassisch den Pelycosauriern gegenübergestellt. In der kladistisch basierten phylogenetischen Systematik sind die Pelycosaurier hingegen eine offene Verwandtschaftsgruppe (Paraphylum) und repräsentieren lediglich eine Abfolge der frühesten Entwicklungsstände in der Evolutionsgeschichte der Synapsiden, in der die moderneren Formen näher mit den Therapsiden verwandt sind als mit den primitiveren Formen. 
Die Pelycosaurier hatten eine reptilienähnliche Erscheinung; sie besaßen langgestreckte Körper und bewegten sich im Spreizgang.
Einige der größten unter ihnen besaßen Rückensegel, die aus mit Haut bespannten Wirbelfortsätzen bestanden und ihnen ein drachenähnliches Aussehen verliehen. Diese Segel waren wahrscheinlich gut durchblutet und halfen den Tieren so bei der Regulierung der Körpertemperatur: Wenn morgens die Sonne erschien, hätten die in der Nacht abgekühlten Tiere ohne das Segel Stunden gebraucht, um wieder aktiv werden zu können; andererseits konnte das Segel auch mit der Kante zur Sonne gestellt und zur Abkühlung verwendet werden.
Die bekanntesten und größten Pelycosaurier sind Dimetrodon („zwei Arten von Zähnen“), ein bis 3,5 m großer Fleischfresser, und der Pflanzenfresser Edaphosaurus, von etwa gleicher Größe. Sie lebten im frühen Perm, vor etwa 280 Mio. Jahren. Bei Erstgenanntem zumindest sind Ansätze zur Entwicklung verschiedener Zähne erkennbar, doch hat er noch einen typischen Reptilien-Unterkiefer, bestehend aus drei Knochen. Kleinere Pelycosaurier hatten zum großen Teil kein Segel nötig und besaßen auch keins, wie das bis zu ca. 4 m lange Ophiacodon. 
In jedem Fall kann man eine direkte Abstammungslinie von den Pelycosauriern über frühe Therapsiden zu den Säugern und damit auch zum Menschen ziehen. Mit den viel später lebenden Dinosauriern hingegen sind die Pelycosaurier nicht näher verwandt. Spätere Pelycosaurier, wie der Fleischfresser Wagontia aus dem südafrikanischen Perm, werden auch unter den frühen Therapsiden eingeordnet.

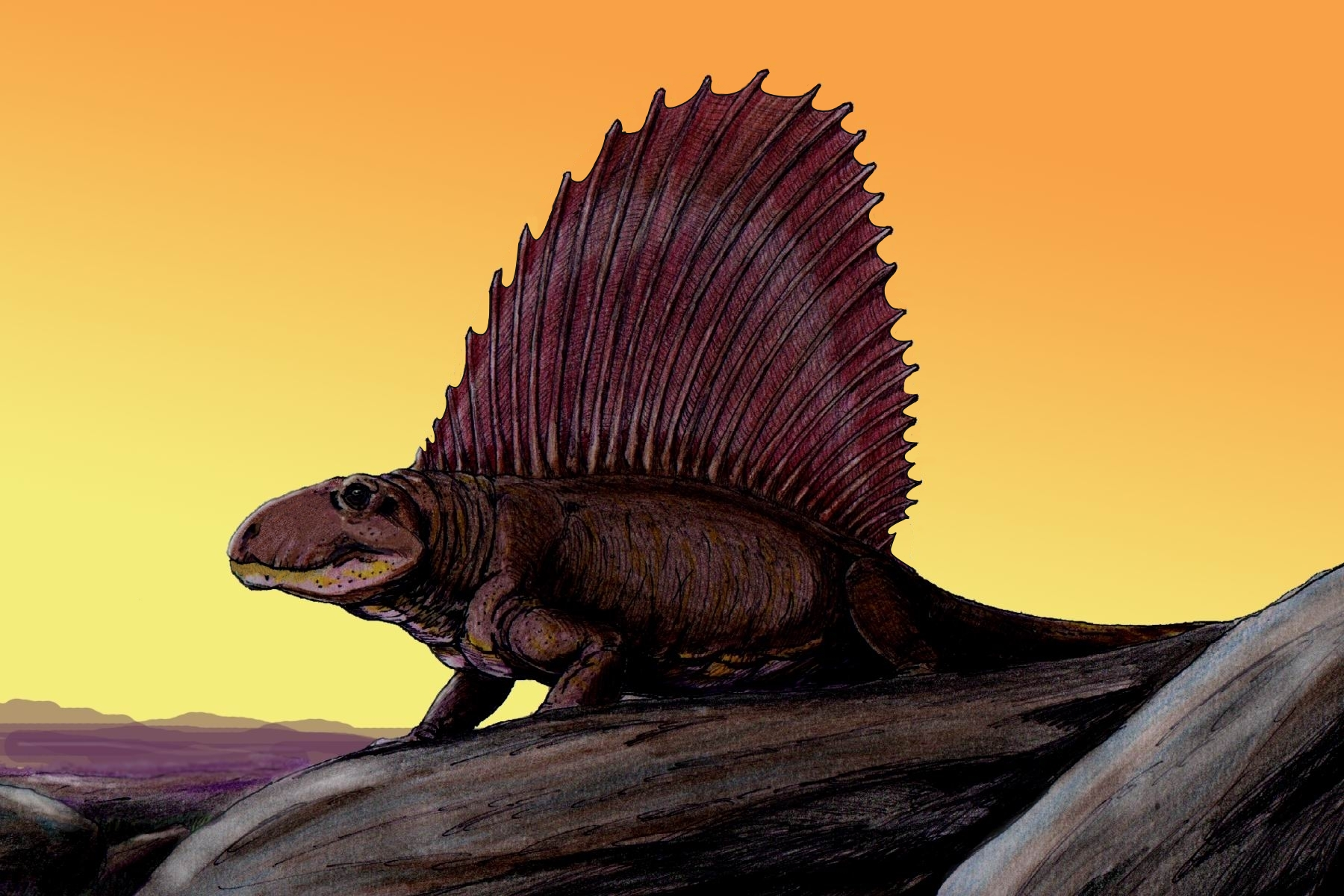
Dimetrodon

## Systematik
- Pelycosauria (Pelycosaurier)
  - Caseasauria
    - Eothyrididae
    - Caseidae

  - Eupelycosauria
    - Varanopseidae
    - Ophiacodontidae
    - Edaphosauridae
    - Sphenacodontidae